# Boleslau II da Polónia
Boleslau II ou Boleslau, o cruel ou ainda Boleslau, o generoso (ca. 1041 ou 1042 - 2 de abril de 1081), foi duque da Polônia (1058-1076) e rei da Polônia (1076-1079).
Era o filho mais velho de Casimiro I da Polónia e Maria Dobroniega. Boleslau II é considerado um dos reis mais capazes da dinastia Piast. Durante seu reinado foi chamado de "o generoso", por ter fundado muitas igrejas e mosteiros em toda a Polônia. Católico devoto, tinha apoio incondicional do Papa Gregório VII.
Reconstruiu muitos bispados e estabeleceu vários outros. O cognome de "o cruel" só foi dado a ele séculos depois de sua morte, por isso é considerado impreciso. Bolesłau II foi também o primeiro monarca polonês a produzir a sua própria moeda em grande quantidade suficiente para substituir as moedas estrangeiras predominantes no país durante os reinados dos primeiros reis da dinastia Piast.
Morreu em 2 de abril de 1081.